# Robin Kelly
Ne doit pas être confondu avec Lisa Robin Kelly.
Pour les articles homonymes, voir Kelly.
Robin Lynne Kelly, née le 30 avril 1956 à New York, est une femme politique américaine, membre du Parti démocrate. Elle siège au Congrès des États-Unis comme représentante du deuxième district congressionnel de l'Illinois depuis le 10 avril 2013.

## Biographie

### Enfance et études
Fille d'un épicier, Robin Lynne Kelly est née dans le quartier d'Harlem à New York le 30 avril 1956. Dans l'espoir de devenir psychologue pour enfants, elle fréquente l'université Bradley à Peoria, dans l'Illinois. Dans cette université, elle obtient un diplôme en psychologie en 1978 et une maîtrise en 1982. Pendant qu'elle est à Peoria elle travaille dans un hôpital.
Elle travaille dans la fonction publique dans l'Illinois pendant vingt-cinq années.
Kelly sert comme commissaire pour les droits de l'homme dans le comté de Cook dès 1998, et est membre du conseil d'administration de la commission sur les crimes de haine à partir de 2005. Elle est également membre du conseil d'administration de l'université Bradley.
Elle obtient doctorat en philosophie à l'université du Nord de l'Illinois en 2004.

### Carrière politique
Le 5 novembre 2002, elle est élue représentante du 38e district de la chambre des représentants de l'Illinois. Elle est réélue à ce poste en 2004 et 2006.
En 2007, elle démissionne de la chambre des représentants de l'Illinois pour devenir la chef de cabinet du trésorier de l'Illinois Alexi Giannoulias.
Le 2 février 2010, elle remporte l'investiture démocrate pour la trésorerie de l'Illinois avec 57,92 % des voix. Le 2 novembre 2010, Robin Kelly est battue n'obtenant que 45.26 % des voix contre 49.68 % pour le candidat républicain Dan Rutherford.

#### Chambre des représentants des États-Unis

##### Campagne politique
En 2013, elle sollicite l'investiture démocrate pour l'élection partielle dans le deuxième district congressionnel de l'Illinois. Le 11 février 2013, les représentants, Bobby Rush et Danny Davis annoncent leurs soutiens à Kelly. Deux jours plus tard, c'est la représentante Jan Schakowsky qui lui apporte son soutien. Quelques jours plus tard, c'est au tour du maire indépendant de New York Michael Bloomberg d'apporter son soutien et d'engager 2 millions en spots télés pour la soutenir et souligner son opposition au lobby des armes à feu. Elle reçoit également l'appui du journal Chicago Tribune. Le 17 février 2013, la sénatrice d’État Toi Hutchinson décide de se retirer de la course et de se rallier à Kelly. Le 26 février 2013, elle remporte la primaire avec près de 52 % des voix face à treize autres compétiteurs,. Elle doit désormais affronter le républicain Paul McKinley.
Le 2 avril, elle reçoit le soutien du président Obama. L’élection générale est prévue le 9 avril, mais sa victoire ne fait guère de doute puisque Barack Obama a obtenu plus de 80 % des voix dans le district en novembre dernier lors de l’élection présidentielle.
Le 9 avril, dans un contexte de forte abstention elle est élue à la chambre avec 70,78 % des voix, battant ainsi son principal concurrent, le républicain Paul McKinley qui obtient 22,06 % des suffrages.

##### Carrière
Robin Kelly prête serment le 11 avril 2013 devant le speaker John Boehner et devient la troisième femme afro-américaine (après Cardiss Collins et Carol Moseley-Braun) à représenter l'Illinois au Congrès.
En mars 2021, elle est élue présidente du Parti démocrate de l'Illinois après la démission de Michael Madigan, en battant la candidate soutenue par le gouverneur J.B. Pritzker. Candidate à un second mandat l'année suivante, elle renonce en juin 2022, déclarant constater ne pas avoir suffisamment de soutiens pour espérer remporter l'élection, alors que J.B. Pritzker soutient une nouvelle fois une autre candidate.
En mai 2025, elle annonce sa candidature aux élections sénatoriales de 2026, pour succéder au démocrate Dick Durbin, non candidat à sa réélection.